# Le Fret (Crozon)
Le Fret est un hameau de la commune de Crozon, situé en bordure du littoral sud de la rade de Brest, entre Lanvéoc et l'Île Longue, qui est aussi le port traditionnel offrant des liaisons maritimes transrades à destination de Brest pour les habitants de la presqu'île de Crozon.

## Histoire
Jeanne de Navarre, veuve du duc Jean IV de Bretagne, embarqua du Fret en 1403 pour épouser en deuxièmes noces Henri IV de Lancastre, roi d'Angleterre.
Benjamain Girard décrit ainsi le port du Fret dans son livre La Bretagne maritime publié en 1889 :

« Le port du Fret, qui est situé à 4 km de Crozon, sur la rive sud de la rade de Brest, au fond d'une anse limitée à l'est par la pointe de Lanvéoc et à l'ouest par la presqu'île Longue consiste en une cale-débarcadère de 45 mètres de longueur sur 6 mètres de largeur, où les navires trouvent plus de 2 mètres d'eau à mi-marée ; en un quai de 98 mètres de longueur, prolongé par une cale de 21 mètres, et qui est accostable, à haute mer seulement, pour les petits navires et les embarcations ; en un débarcadère de mer basse, submersible à mi-marée et situé à l'ouest de la Roche Noire. C'est par le port du Fret qu'ont lieu toutes les relations de l'importante commune de Crozon avec Brest. »

## Le port du Fret

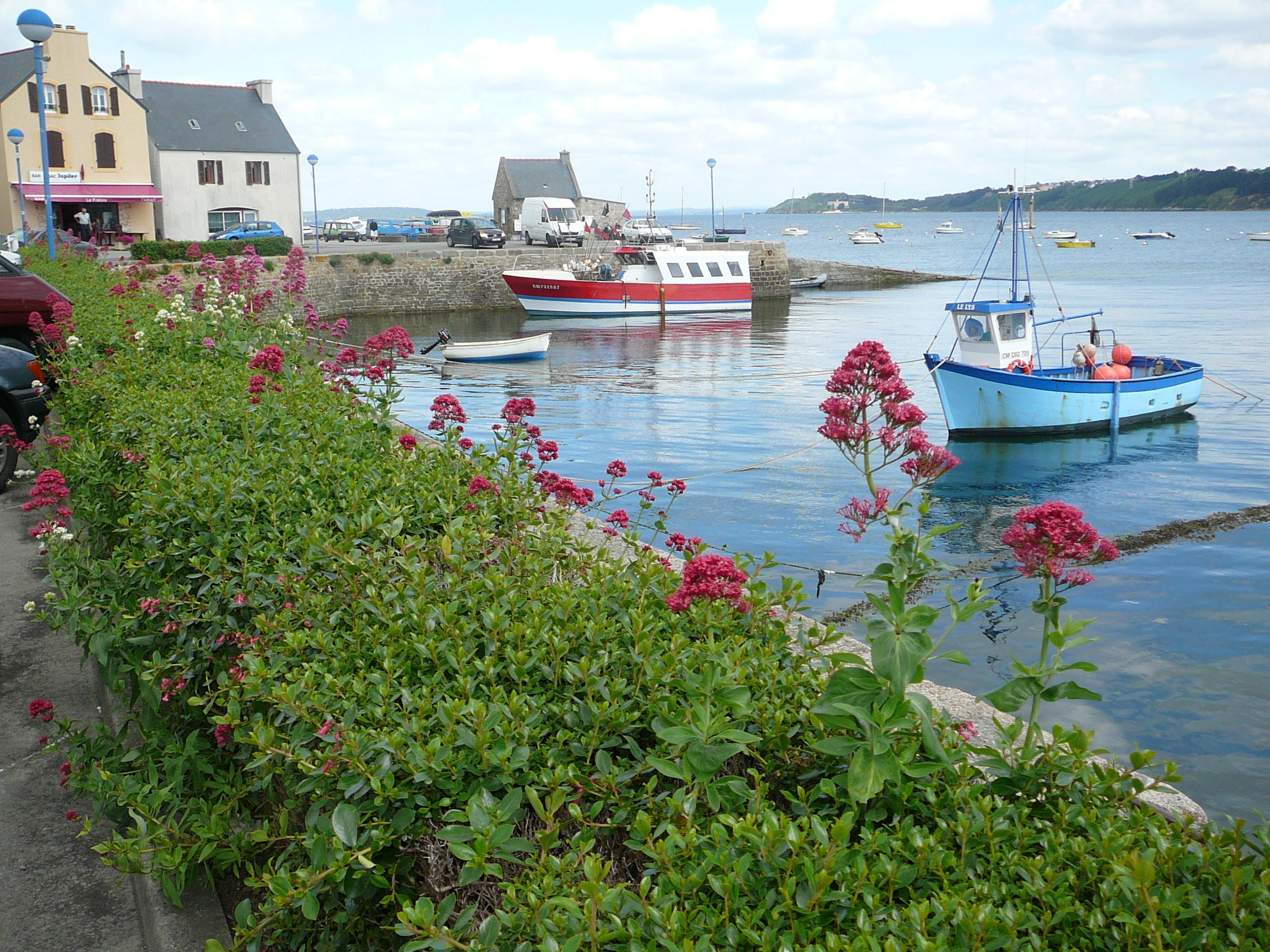
Le port du Fret

Le Fret est en importance le troisième port de la presqu'île de Crozon après Camaret et Morgat, mais le premier pour le trafic passager. Ce petit port traditionnel a conservé tout son charme.

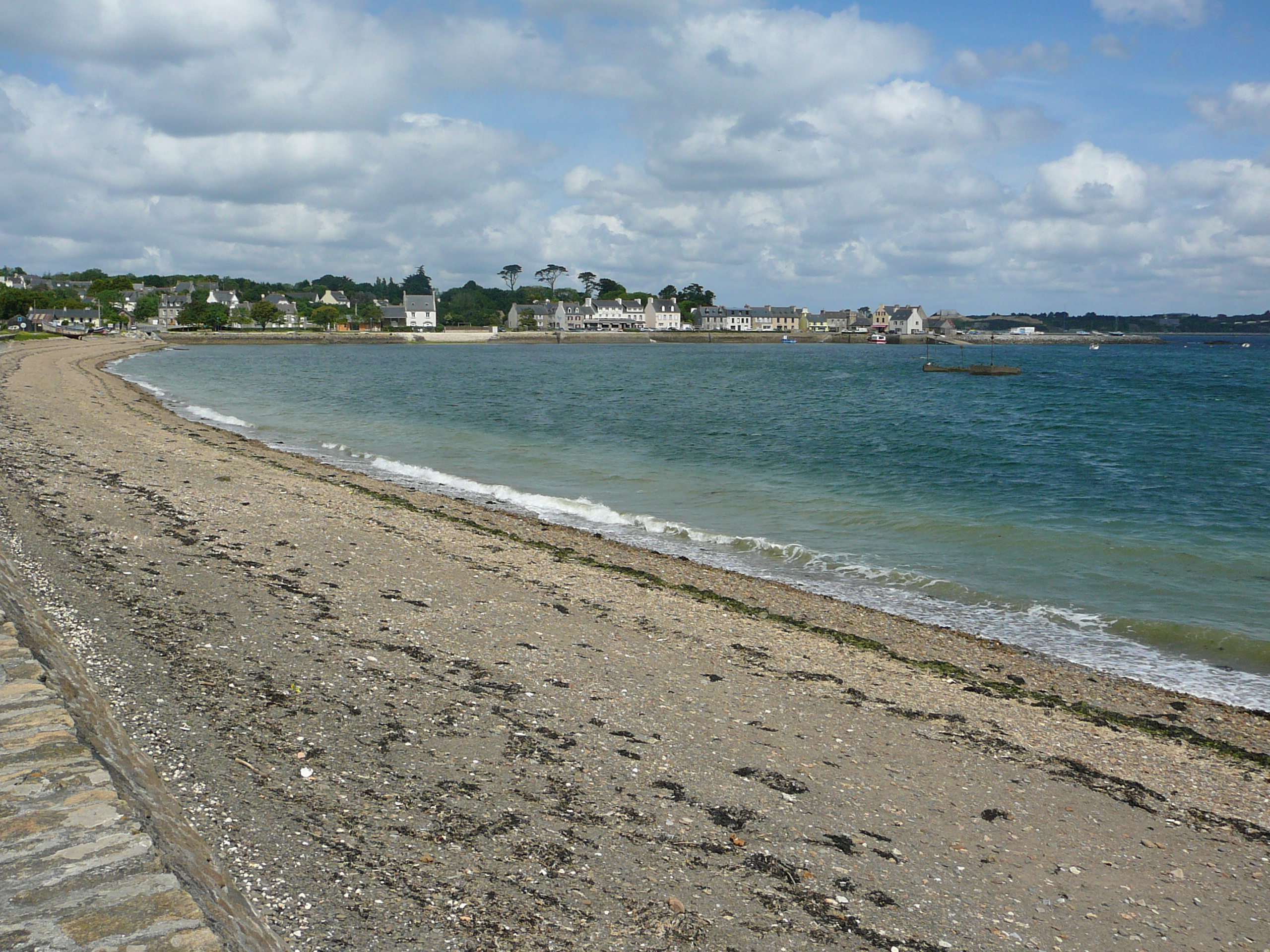
Le Fret: la plage et le port

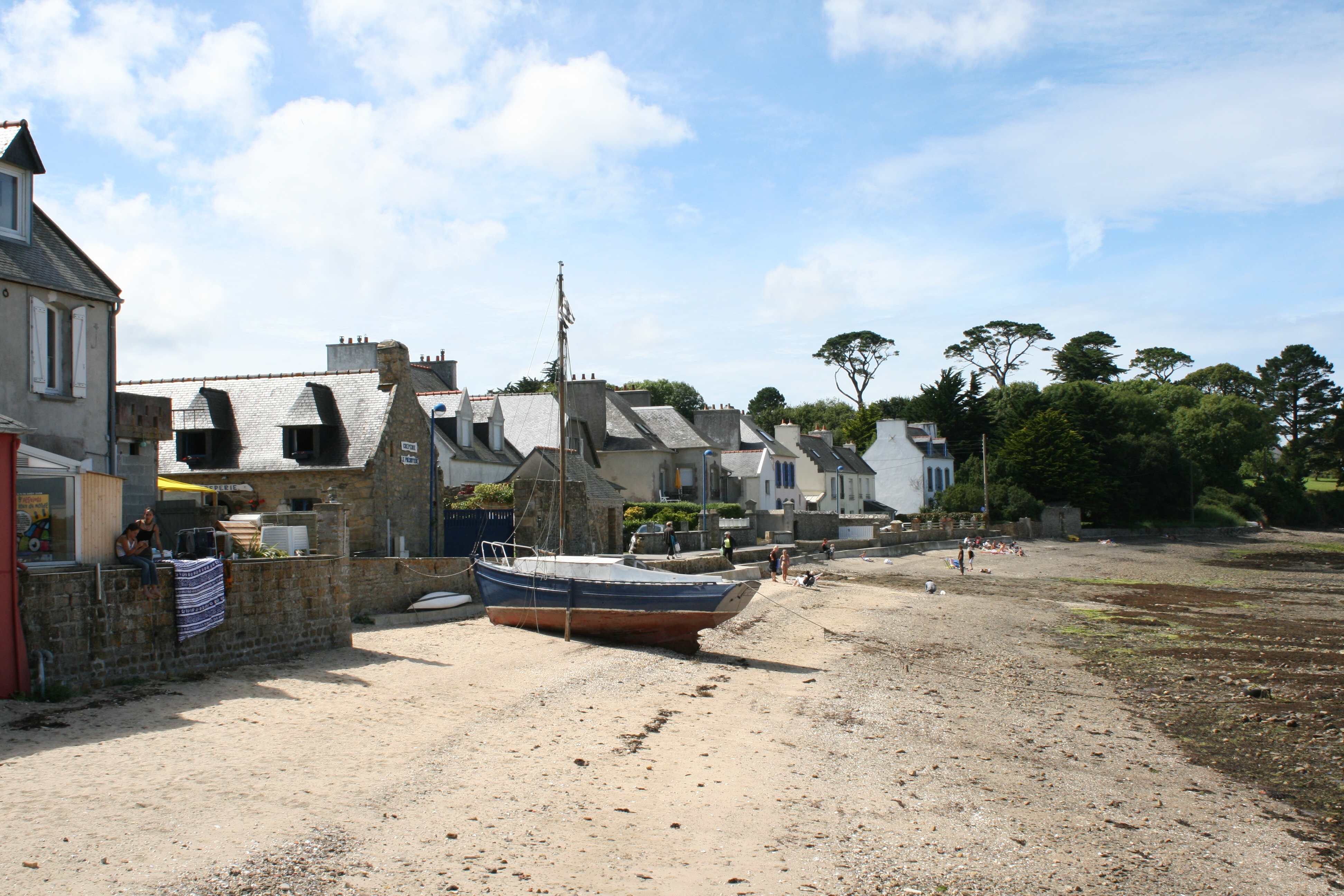
La plage et des maisons du Fret

Bien que situé sur la rive nord de la presqu'île de Crozon, dans l'anse du Fret, partie méridionale de la rade de Brest, le port du Fret regarde vers le sud car il est établi sur une petite presqu'île; ses deux cales datent du XIXe siècle (1842 et 1862). Quelques épaves de bateaux de pêche sont encore échouées sur la digue voisine (le « sillon ») qui sépare l'étang du Fret, ancien petit golfe marin, de la mer.

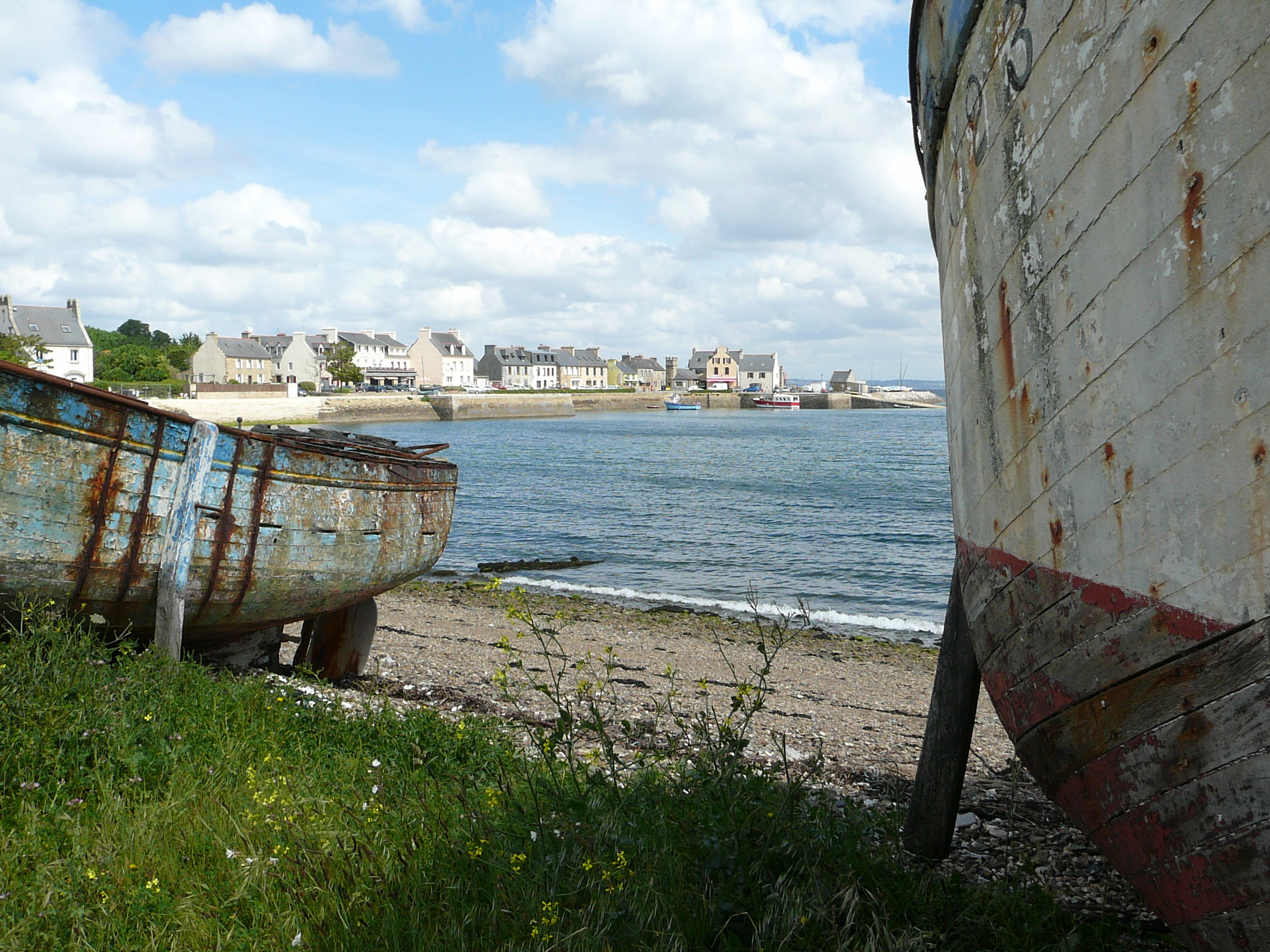
Vieilles coques devant le port du Fret

Le transport maritime de passagers à travers la rade de Brest se développe, car, à la belle saison, il permettait d'éviter de longs déplacements sur des routes souvent de mauvaise qualité. Le 24 avril 1841 la compagnie Bouët inaugure un service régulier de passagers reliant Brest à Port-Launay avec escales à Lanvéoc, Landévennec et Dinéault. Pendant le Second Empire, plusieurs compagnies concurrentes desservent depuis Brest les différents ports de la presqu'île de Crozon. En 1894 est fondée la « Société anonyme des Vapeurs Brestois » qui organise des sorties dominicales vers Le Fret, Roscanvel, Camaret, etc.
Une association, l'A.S.P.M.F. (Association pour la Sauvegarde du Patrimoine maritime du Fret), créée en 1991, œuvre pour l'entretien d'un bateau qu'elle a restauré (La Frétoise) et organise des fêtes traditionnelles sur le port. Cette association gère aussi l'ancien chantier naval Stipon, sur le sillon, désormais propriété du Conservatoire du littoral.
Cet ancien chantier naval Stipon, établi initialement sur l'Île Longue lors de sa création en 1920, s'installa sur le sillon du Fret dès 1921, construisant des bateaux langoustiers et coquilliers pour les pêcheurs professionnels ainsi que des bateaux plus petits pour les particuliers.
Par le passé, ce fut un port sardinier (XVIIIe siècle), pratiquant aussi le dragage d'huîtres et de coquilles Saint-Jacques dans la rade de Brest. Désormais, c'est un modeste port de plaisance (70 corps-morts réservés à l'année). C'est surtout le port traditionnel de passagers offrant des liaisons avec Brest (deux compagnies concurrentes Finist'mer et Le Brestoâ se partagent le marché). Des liaisons estivales avec les îles d'Ouessant et de Sein existent également.

## Rostellec
Situé à l'ouest de la presqu'île que forme désormais l'Île Longue, Rostellec est habité depuis au moins l'époque gallo-romaine ; un four à chaux et un dépôt de bois y étaient implantés au XVIIIe siècle et de nombreuses carrières y ont été exploitées. Un port s'y est développé au XIXe siècle, assurant un trafic de cabotage dans la rade de Brest et exportant sables coquilliers et maërl. La pêche à la coquille Saint-Jacques s'y développa aussi et, entre 1957 et 1981 un chantier naval venu du Fret, le chantier Auguste Tertu.
Rostellec est désormais connu par son cimetière de bateaux. Une chaussée sur l'estran y reste visible, témoignage des activités maritimes passées. Une nouvelle cale y a été construite en 1960 pour compenser l'interdiction d'utiliser désormais celles de l'Île Longue voisine, en raison de la présence de la base sous-marine.

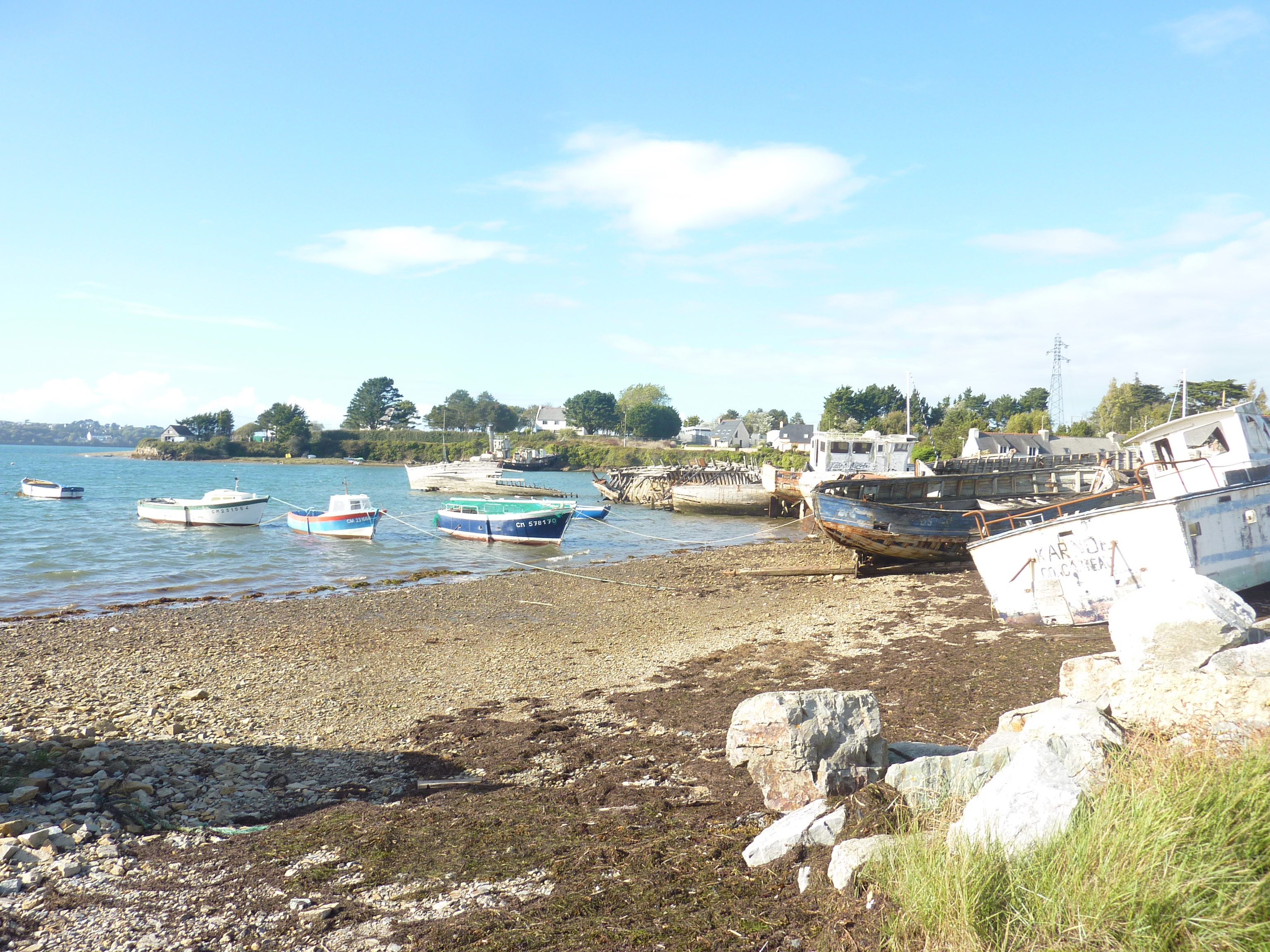
Épaves de bateaux dans l'anse de Rostellec.
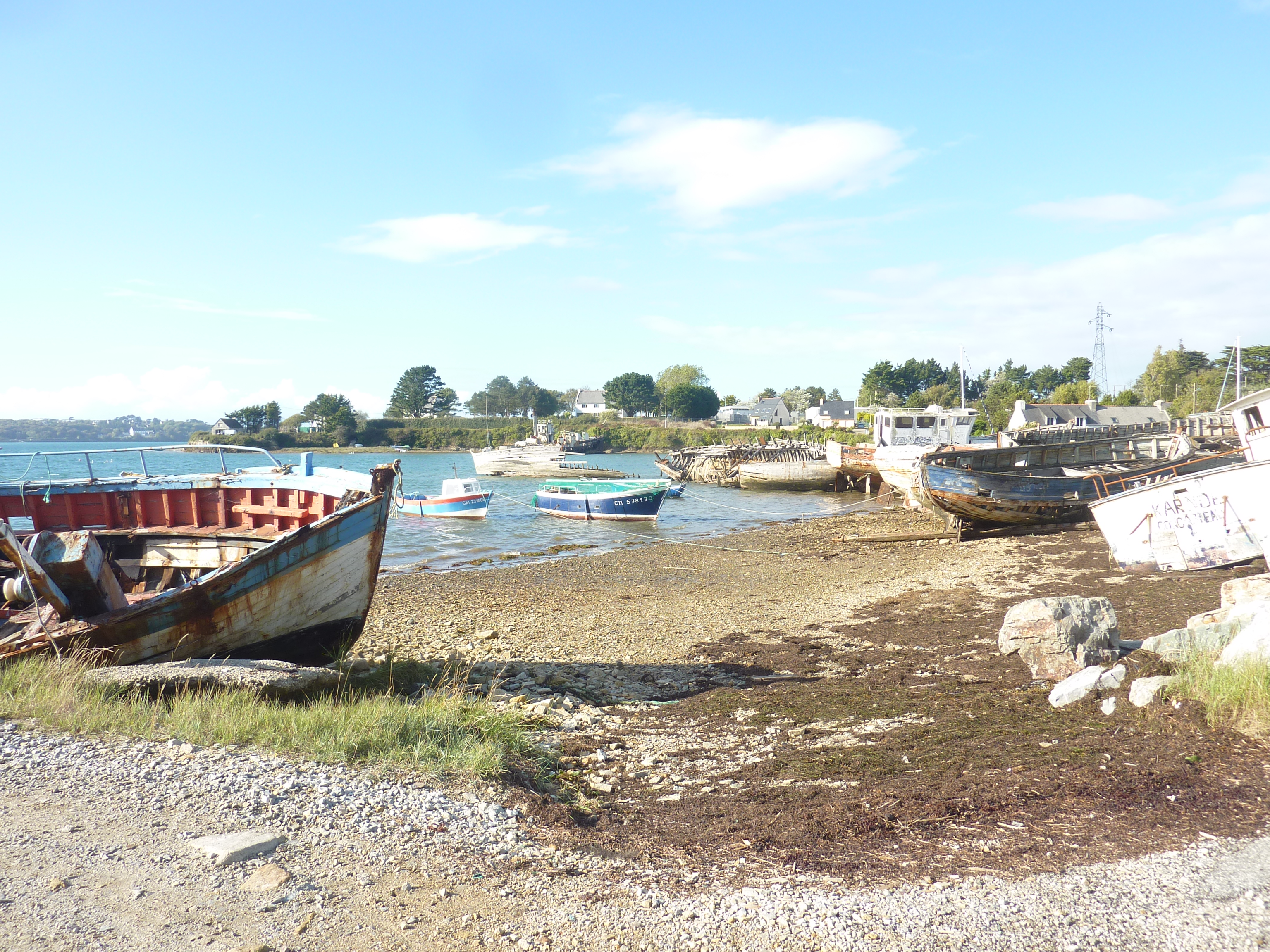
Épaves de bateaux dans l'anse de Rostellec.
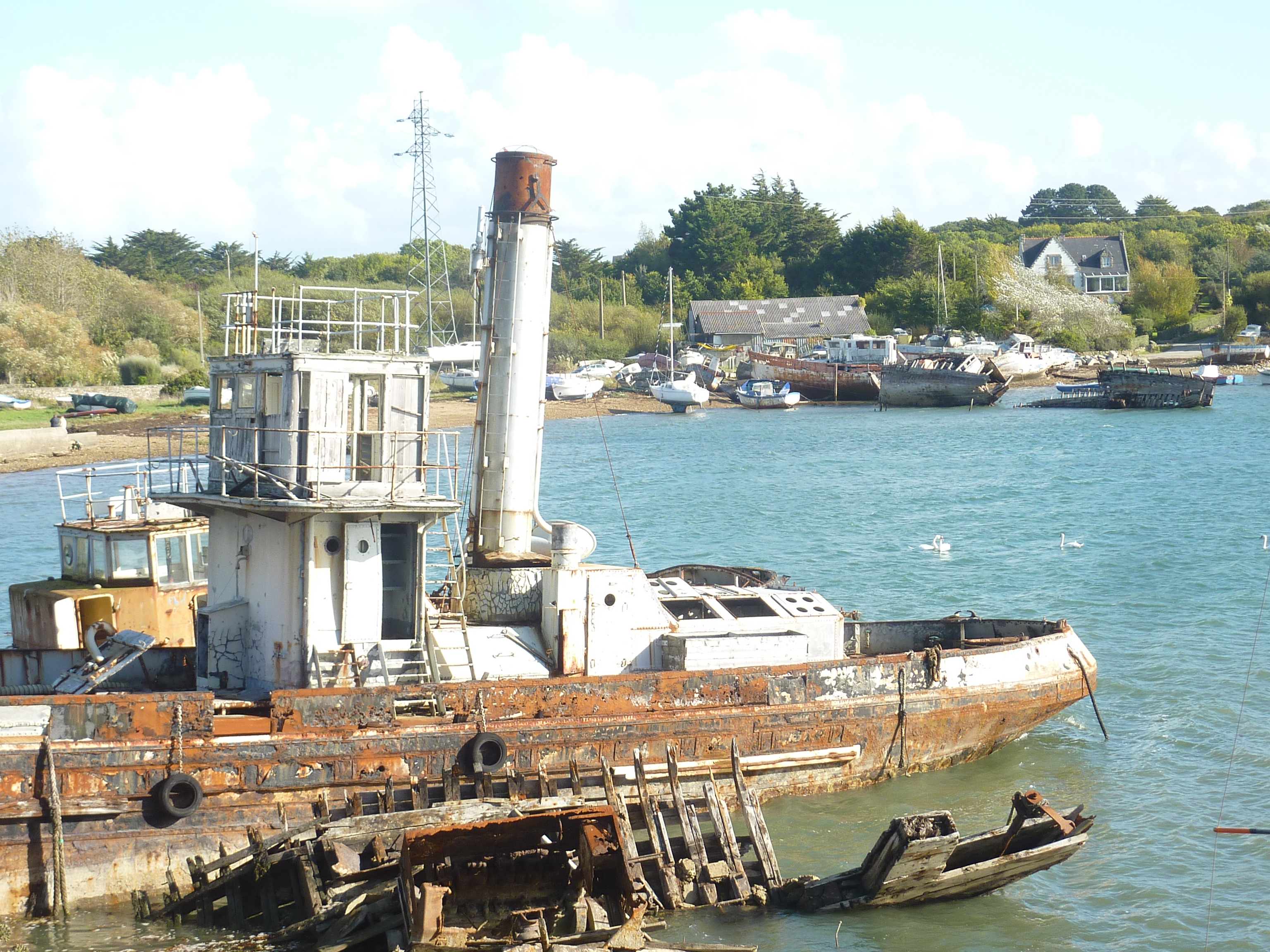
Épaves de bateaux-citerne de la Marine nationale,  dans l'anse de Rostellec, aujourd'hui déconstruites.

## Les falaises du Fret
Les falaises, site d'intérêt géologique (c'est la coupe de référence des formations de Run ar C'hrank, Beg ar Arreun et Pen an Ero (Dévonien) à Run ar C'hrank), sur la rive sud de l'Anse du Fret, accessibles principalement à partir du GR 34 au sud-est de l'étang du Fret à l'est de Porzh Cave en direction de Lanvéoc sont en fait situées dans la commune de Lanvéoc.

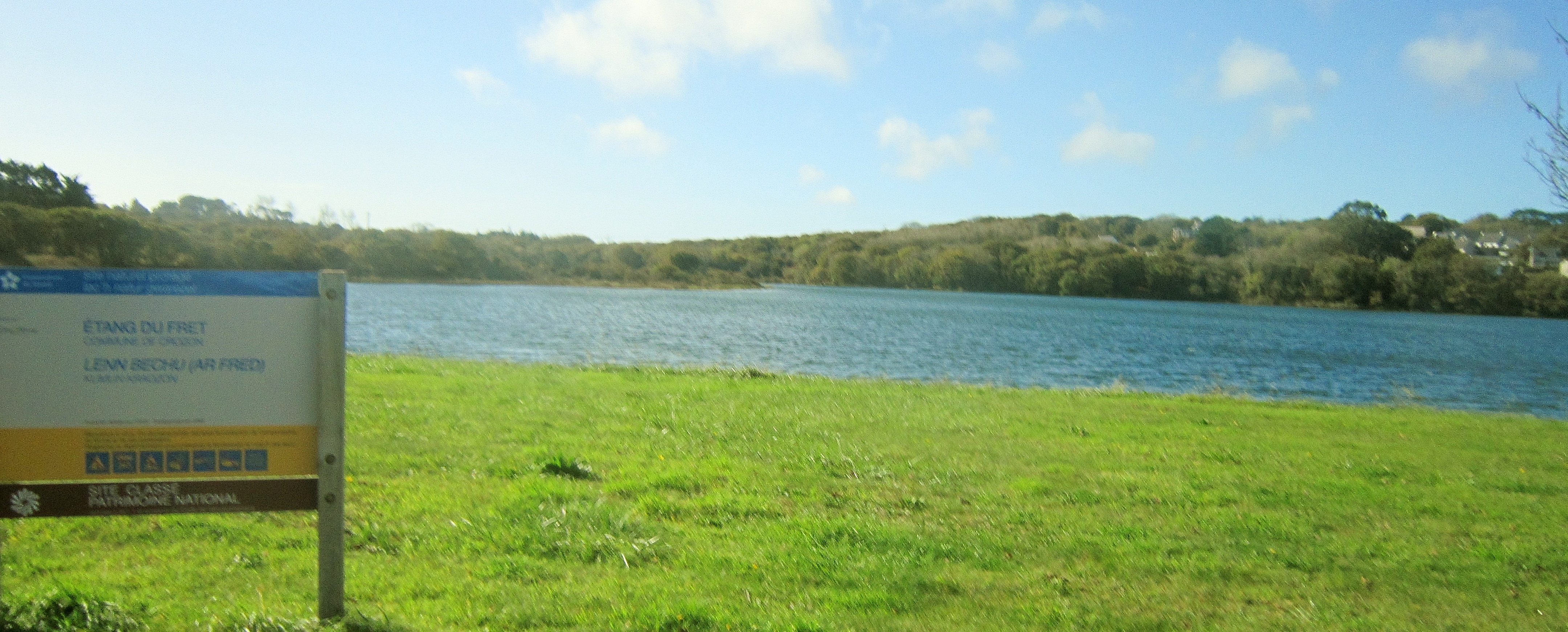
L'étang du Fret.
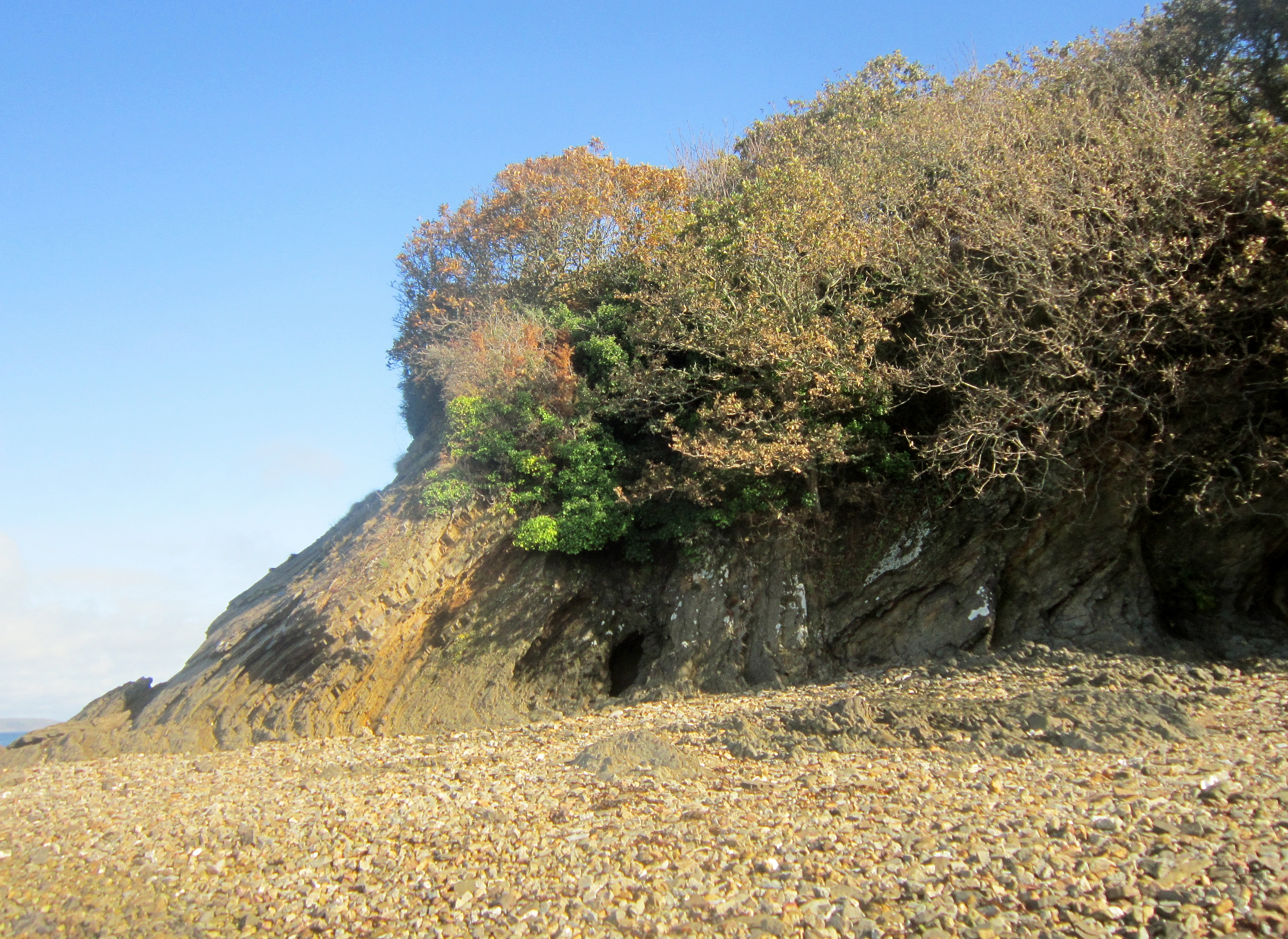
Les falaises près du Fret à l'est de Porzh Cave (en Lanvéoc) 1.
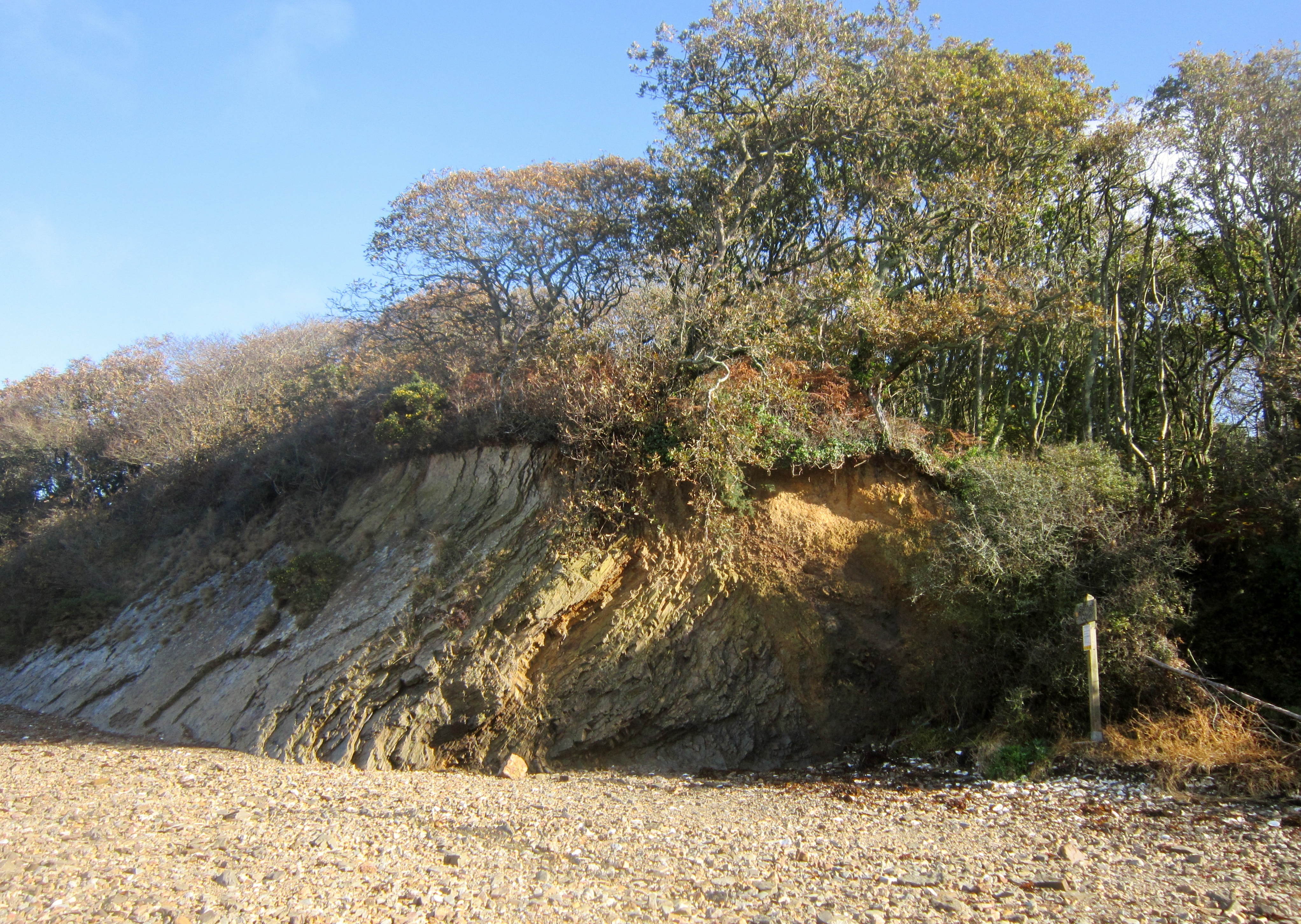
Les falaises près du Fret à l'est de Porzh Cave (en Lanvéoc) 2.
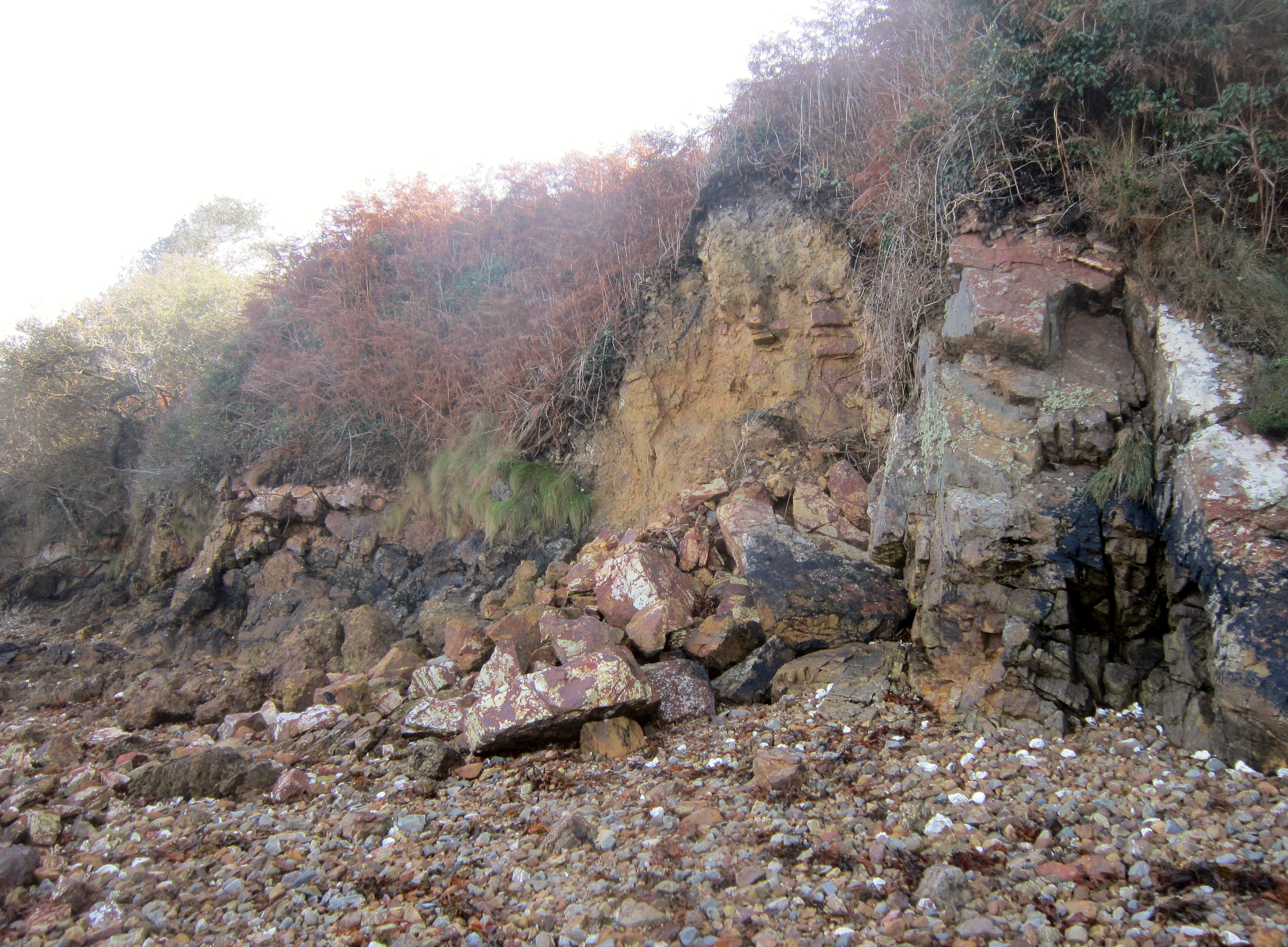
Les falaises près du Fret à l'est de Porzh Cave (en Lanvéoc) 3.
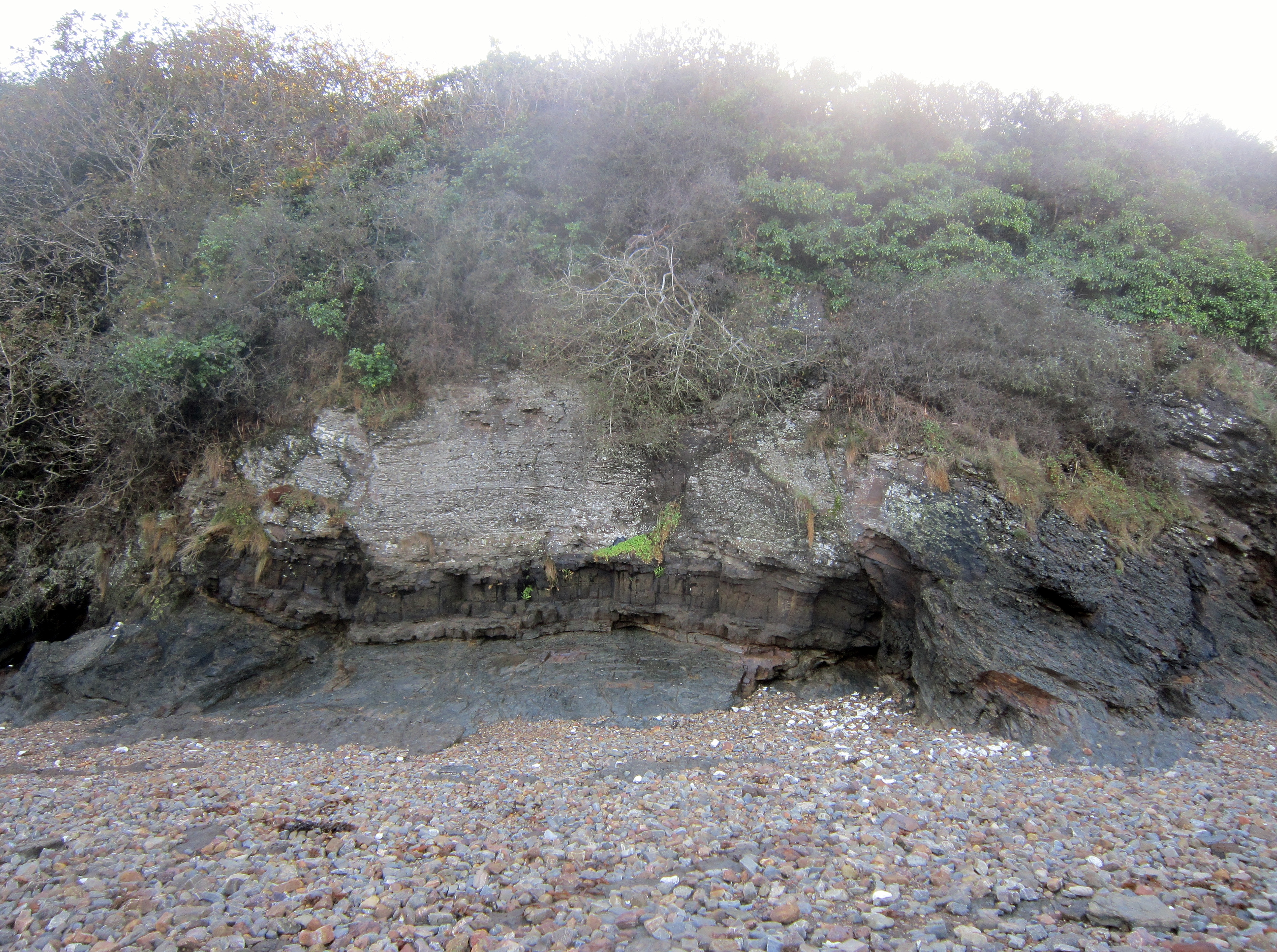
Les falaises près du Fret à l'est de Porzh Cave : anticlinal (en Lanvéoc).

## Personnalités
- La famille Stipon : le père Georges Stipon créa le chantier naval local, développé ensuite par les trois frères Georges, Armand et Jean. Un « square des frères Stipon » honore leur mémoire.

## Événements
- La Fête de la mer de l'A.S.P.M.F, chaque été.